# Almazul
Almazul település Spanyolországban, Soria tartományban. Almazul Torrubia de Soria, Quiñonería, Deza, Torlengua, Serón de Nágima, Gómara és Villaseca de Arciel községekkel határos. Lakosainak száma 60 fő (2024).

## Népesség
A település népessége az elmúlt években az alábbi módon változott:
| Lakosok száma | 166  | 142  | 114  | 103  | 97   | 88   | 70   | 67   | 60   | 60   |
|               | 2001 | 2004 | 2007 | 2009 | 2012 | 2014 | 2017 | 2019 | 2022 | 2024 |